# Alister McGrath

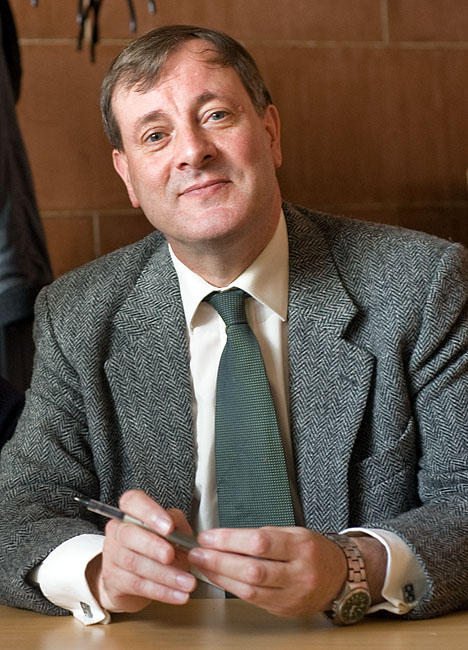
Alister McGrath

Alister Edgar McGrath (Belfast, 23 januari 1953) is een Britse theoloog en hoogleraar.
McGrath is sinds 1981 priester in de Anglicaanse Kerk en een van de leidende figuren van de evangelische stroming binnen (en ook buiten) dit Britse kerkgenootschap. Zo heeft hij allerlei baanbrekende werken op het gebied van de evangelische/protestantse theologie gepubliceerd alsmede diverse lezingen gegeven en debatten met andersdenkenden gevoerd. Bekende werken van hem zijn onder meer 2000 jaar christendom. Een introductie (2000) en Christelijke theologie. Een inleiding (1997, 5e druk 2008).

## Wetenschappelijke loopbaan
McGrath werd aan de Universiteit van Oxford opgeleid in de theologie en de scheikunde; in laatstgenoemde discipline promoveerde hij op het terrein van de moleculaire biofysica.
Vanaf 1978 werkte McGrath in dit vakgebied aan de Universiteit van Cambridge. Tegelijkertijd bereidde hij zich voor op de priesterwijding in de Anglicaanse kerk. In 1983 werkte hij in verschillende functies aan de Universiteit van Oxford, waaronder hoofd van Wycliffe Hall van 1995 tot 2005 en hoogleraar in de geschiedenis van de theologie van 1999 tot 2008. In dat laatste jaar werd hij hoogleraar op de nieuw opgerichte leerstoel voor Religie, Pastoraat en Onderwijs aan King's College London.

## Overgang van atheïsme naar christendom
Alhoewel christelijk opgevoed werd McGrath op oudere leeftijd overtuigd ongelovig. Hij meende dat het atheïsme wetenschappelijk gezien over sterke papieren zou beschikken, maar kwam daarvan terug toen hij dit nader begon te bestuderen. Zijn eertijds positieve kijk op het atheïsme stelde hij bij toen hij ervan overtuigd raakte dat ook het atheïsme zich schuldig had gemaakt aan machtsmisbruik en onderdrukking, zoals in het geval van het Oost-Europese communisme waar het een wezenlijk onderdeel van had uitgemaakt.
Hij werd christen omdat hij vond dat het christendom meer te bieden had dan het atheïsme, onder meer omdat het geloof naar zijn mening iemands leven in positieve zin zou kunnen veranderen.

## Debatten met en boeken over andersdenkenden
McGrath kruiste op 8 april 2006 in het kader van de Nacht van de filosofie de degens met de Nederlandse atheïstische filosoof Herman Philipse. Het onderwerp was: 'de (on)zin van religie versus het atheïsme'.
Op 30 mei 2007 voerde hij een debat met de bekende Britse etholoog, atheïst en verdediger van de evolutietheorie Richard Dawkins (zie bij de paragraaf 'Externe links'). Naar aanleiding van diens atheïstisch-evolutionistische publicaties schreef McGrath het boek Dawkins' God. Over genen, memen en de zin van het leven (2006).
McGrath schreef ook een algemeen beschouwend boek over het atheïsme, dat naar zijn mening op zijn laatste benen loopt: De ondergang van het atheïsme. Opkomst en verval van het ongeloof in de moderne wereld (2006).